# Liste von Basketballvereinen auf Madagaskar
Diese Liste ist eine Aufstellung von Basketballvereinen auf Madagaskar.
| Verein                                        | Logo | Ort               | Nationale Meisterschaften          | Sportstätte                                 | Sonstiges und Webadresse | Belege        |
| --------------------------------------------- | ---- | ----------------- | ---------------------------------- | ------------------------------------------- | ------------------------ | ------------- |
| AS Fanalamanga                                |      | Alaotra-Mangoro   |                                    |                                             |                          |               |
| COSPN (Club Omnisport de La Police Nationale) |      | Analamanga        | 2018, 2021, 2022                   | Palais des Sports Mahamasina (Antananarivo) |                          | [ 1 ]         |
| Cosfa de Tana Anamalanga                      |      | Analamanga        |                                    |                                             |                          | [ 2 ] [ 3 ]   |
| TMBB Analamanga                               |      | Analamanga        |                                    |                                             |                          | [ 4 ]         |
| COSFAP (COSFAP Antananarivo)                  |      | Antananarivo      |                                    |                                             |                          |               |
| ASCB Boeny                                    |      | Boeny (Mahajanga) | 2017                               |                                             |                          | [ 5 ]         |
| SEBAM Boeny                                   |      | Boeny             | 2007, 2010, 2015                   |                                             |                          | [ 6 ] [ 7 ]   |
| SBBC Boeny                                    |      | Boeny             |                                    |                                             |                          | [ 8 ]         |
| ASCUT                                         |      | Toamasina         | 2008, 2011, 2012, 2013, 2014, 2021 |                                             |                          | [ 9 ] [ 10 ]  |
| GNBC (Gendarmerie Nationale Basketball Club)  |      | Vakinankaratra    | 2016, 2019, 2023                   | Palais des Sports Mahamasina (Antananarivo) |                          | [ 11 ] [ 12 ] |
| MB2ALL                                        |      |                   |                                    |                                             |                          | [ 13 ]        |
| 2BC                                           |      |                   |                                    |                                             |                          | [ 14 ] [ 15 ] |
| TGBC                                          |      |                   |                                    |                                             |                          |               |
| Cosmos Secren d‘Antsiranana                   |      |                   |                                    |                                             |                          | [ 16 ]        |

Die Tabelle erhebt keinen Anspruch auf Vollständigkeit.